# Liolaemus annectens
Espèce
Synonymes
- Liolaemus signifer annectens Boulenger, 1901

Statut de conservation UICN

 LC  : Préoccupation mineure
Liolaemus annectens est une espèce de sauriens de la famille des Liolaemidae.

## Répartition
Cette espèce est endémique de la région de Tacna au Pérou. Elle vit dans la puna.

## Description
C'est un saurien vivipare.

## Publication originale
- Boulenger, 1901 : Further descriptions of new reptiles collected by Mr. P. O. Simons in Peru and Bolivia. Annals and Magazine of Natural History, sér. 7, vol. 7, no 42, p. 546-549 (texte intégral).